# Rudiment
Als Rudiment (lat. rudimentum „Anfang“, „erster Versuch“, „Probestück“) wird in der Biologie ein in der Stammesentwicklung (Phylogenese) teilweise oder komplett funktionslos gewordenes rückgebildetes, aber noch vorhandenes Merkmal (Organ, Organteil, Organstruktur oder auch Verhalten) bezeichnet. Rudimente treten im Gegensatz zu Atavismen, die nur bei einzelnen Individuen auftreten, bei vielen oder allen Individuen einer Art auf. Rudimente können grundsätzlich bei allen Organismen auftreten und gelten als klassische Evolutionsbelege.
Der Rückbildungsvorgang ist die Rudimentation. Sie ging von einem funktionsfähigen Stadium des Merkmals aus.
Einige Rudimentationen sind auch mit einem Funktionswechsel verbunden, wie am Beispiel Blinddarm/Wurmfortsatz beschrieben wird.
Die Rudimentation wird dadurch verursacht, dass sich an Stellen der DNA, die keinem positiven Selektionsdruck unterworfen sind, Mutationen ansammeln können, ohne die Fitness des Organismus negativ zu beeinflussen. Dies kann auf lange Sicht zur Verkümmerung des entsprechenden Merkmals in einer Population führen. Das entsprechende Phänomen nennt man regressive Evolution.

## Rudimentäre Organe bei Mensch und Tier
Die zurückgebildeten Organe verlieren im Laufe der Stammesgeschichte der Lebewesen im Zusammenhang mit der Veränderung der Lebensweise ihre ursprünglichen Funktionen, sie können aber dennoch Aufgaben haben (zum Beispiel lymphatische Funktion im menschlichen Wurmfortsatz des Blinddarms). Rudimente können mitunter auch gesundheitliche Beschwerden verursachen. Beim Menschen sind das die Weisheitszähne (heute: Fehlstellung, Entzündungen) oder Wurmfortsatz (heute: „Blinddarmentzündung“).
Ein Beispiel für teilweisen Funktionsverlust ist bei Säugetieren einschließlich des Menschen die Zirbeldrüse. In früheren Entwicklungsstufen war sie bedeutungsvoll als lichtsensitives Scheitelauge (auch: Parietalorgan, „drittes Auge“) direkt durch die Haut hindurch, wie heute noch bei einigen Amphibien, Vögeln und Reptilien. Bei Säugetieren ist sie für die Melatonin-Ausschüttung und den Tag-Nacht-Wechsel wichtig.

### Rudimente beim Menschen

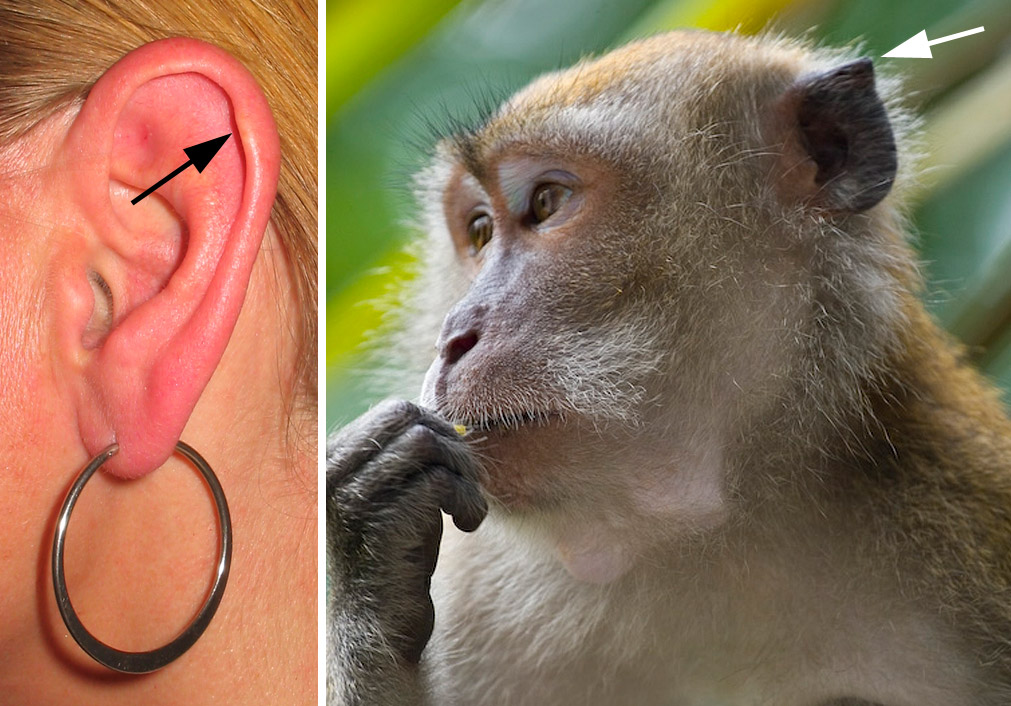
Links: der Punkt, auf den der Pfeil zeigt, ist ein Darwin-Ohrhöcker. Rechts: Ein homologer Punkt bei einem Javaneraffen.

- Verkümmerte Weisheitszähne (Durchbruch erst nach dem 17. Lebensjahr). Herkunft: Alle ursprünglichen Plazentatiere besaßen in jeder Kieferhälfte drei Schneidezähne, einen Eckzahn, vier Vorderbackenzähne und drei Backenzähne. Ihre Zahnformel lautet demnach 3 · 1 · 4 · 3, ihre Zahnzahl betrug 44.[4]
- Im Vergleich mit den Schneide- und Backenzähnen relativ großer und spitzer Eckzahn. Herkunft: Fressen von rohem Fleisch und soziales Signal im Zusammenhang mit agonistischem Verhalten und Imponierverhalten.[5]
- Ohrhöcker am Außenrand der Ohrmuschel. Herkunft: spitze Ohren evolutionärer Vorfahren
- Rest der Nickhaut. Herkunft: dient als drittes Augenlid bei verwandten Säugetieren.
- Blinddarm mit Wurmfortsatz.[6] Herkunft: Rest eines früher größeren Darmanhanges zum Aufschluss schwer verdaulicher Nahrung. Hier liegt ein Funktionswechsel vor, da im Blinddarm Lymphgewebe gefunden wurde, so dass der Wurmfortsatz heute zu den lymphatischen Organen gerechnet wird. Er ist also heute ein Teil des Immunsystems.
- Steißbein: Rudiment einer Schwanzwirbelsäule.[7]
- Funktionslose Muskeln der Ohrmuscheln. Herkunft: dienten zur Bewegung und Ausrichtung der Ohren.
- Segmentierte, parzellierte Bauchmuskeln. Herkunft: Segmentierung des Körpers.
- Körperbehaarung beim Menschen. Herkunft: Fell.

### Rudimente bei Tieren

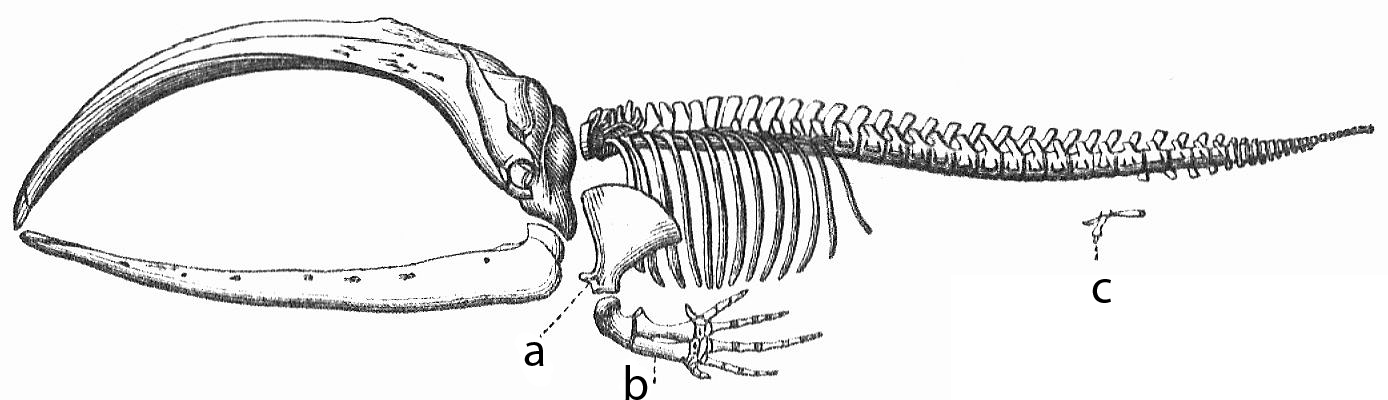
Skelett eines Bartenwals mit rudimentären Hinterextremitäten

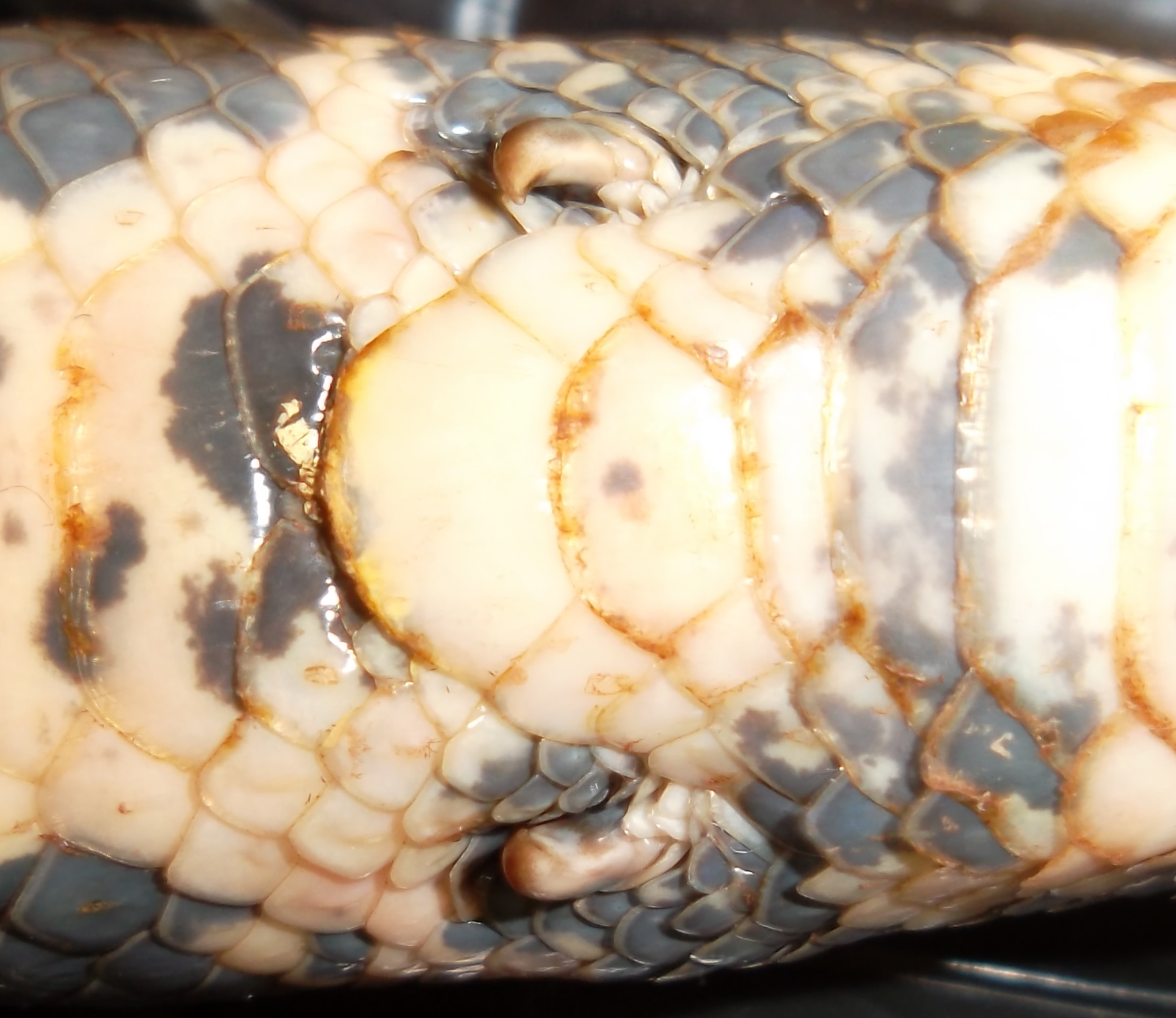
Rudimentäre Hinterextremitäten (Aftersporne) bei einer Riesenschlange (Boa constrictor)

- Winzige Reste des Beckengürtels bei Walen (als Hinweis auf Abstammung von an Land lebenden Vorfahren)[6]
- Reste des Ober- und Unterschenkels beim Grönlandwal
- Reste von Hinterextremitäten bei Riesenschlangen
- Abstufungen der Augenrückbildung bei Höhlentieren
- Gehäusereste bei Nacktschnecken
- Augen beim Maulwurf
- Schulter- und Beckengürtelreste bei Blindschleichen
- Stummelförmige Flügelreste beim Kiwi
- Nägel an den Flossen bei Seelöwen und Walrossen
- Griffelbeine beim Pferd sind rudimentäre Mittelhand- bzw. Mittelfußknochen
- Wolfskralle beim Hund
- reduzierte Eckzähne bei Hirschen (Rusa und Cervus)[6]

## Rudimente bei Pflanzen
Ein Beispiel ist hier die Rudimentation der Staubblätter bei den Braunwurzgewächsen (Scrophulariaceae). Bei diesen nimmt innerhalb einer Progressionsreihe die Zahl der Staubblätter von ursprünglich fünf bei Verbascum über vier bei Digitalis zu zwei bei Veronica officinalis ab, aber die funktionslosen Anlagen der restlichen Staubblätter werden dennoch ausgebildet.

## Rudimentäres Verhalten
Etliche der Reflexe von menschlichen Säuglingen stellen rudimentäres Verhalten dar, das früher in der stammesgeschichtlichen Entwicklung überlebenswichtig war. Dies gilt beispielsweise für den Greifreflex. Bei Affenbabys ermöglicht er das Festkrallen des Neugeborenen im Fell seiner Mutter, während diese sich von Ast zu Ast hangelt oder sich auf allen Vieren auf dem Boden bewegt. Bei menschlichen Babys ist der Greifreflex für das Festhalten am weitgehend haarlosen Körper seiner Mutter nutzlos, die sich zudem nicht mehr auf vier, sondern auf zwei Beinen fortbewegt und den Säugling ohnedies im Arm trägt. Der menschliche Greifreflex ist schon ab der 32. Schwangerschaftswoche ausgebildet, im Mutterleib erscheint seine Funktion noch abwegiger. Der Eintrittszeitpunkt des Reflexes entspricht allerdings der Trächtigkeitsdauer der menschenverwandten Arten (zum Beispiel Bonobos von 220 bis 250 Tagen), das heißt, er wird bis heute zu jenem Entwicklungszeitpunkt ausgebildet, ab dem er bei den Vorfahren überlebenswichtig war.